# Singburi
Singburi (in thailandese สิงห์บุรี) è una città minore (thesaban mueang) della Thailandia di 17 079 abitanti (2020). Il territorio comunale occupa una parte del distretto di Mueang Singburi, che è capoluogo della provincia di Singburi, nel gruppo regionale della Thailandia Centrale.